# Gouvernementen van de Palestijnse Autoriteit

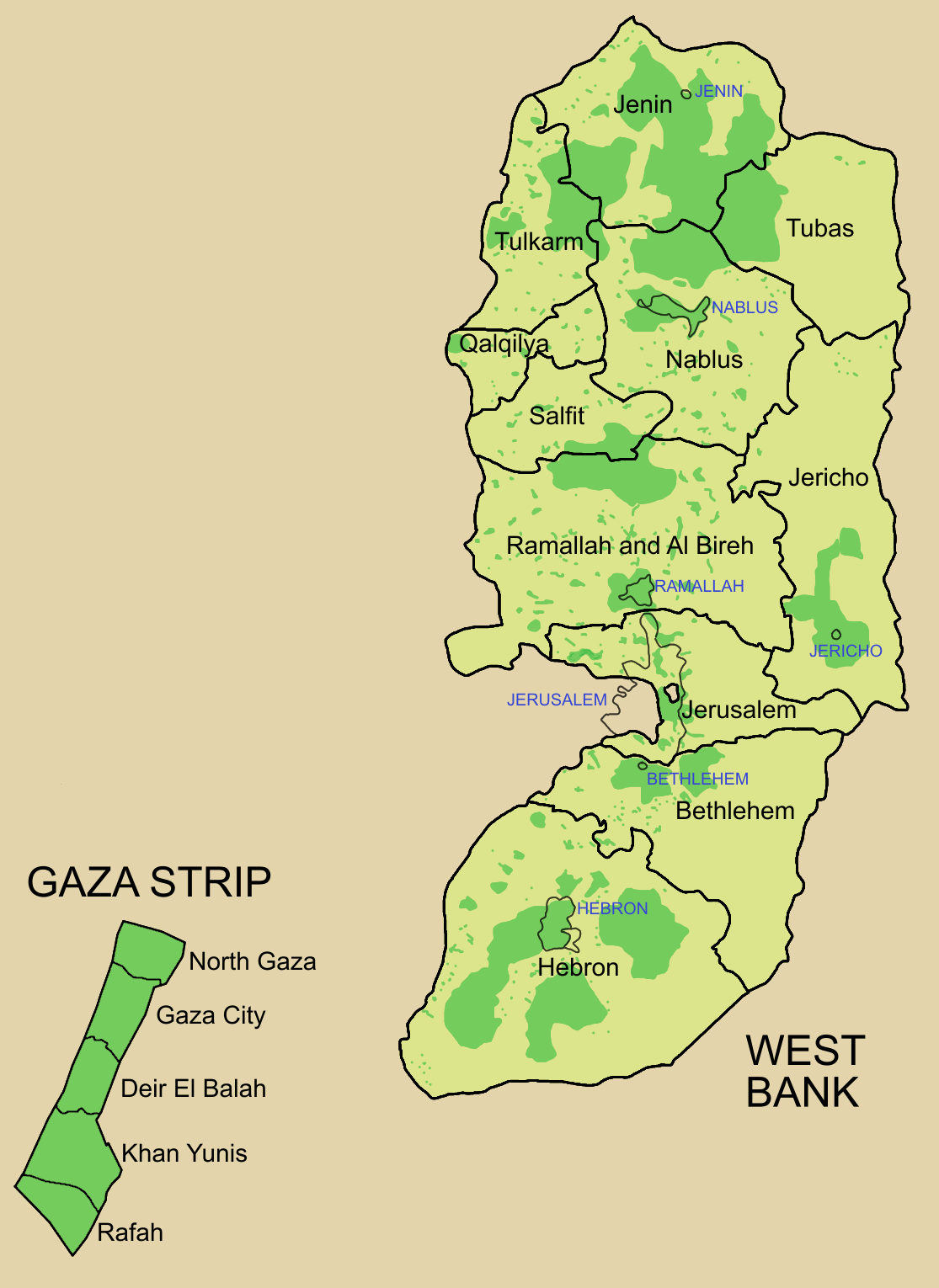
Gouvernementen en areas onder Palestijns gezag (Area A en Area B donkergroen, samen 28% van de landoppervlakte)

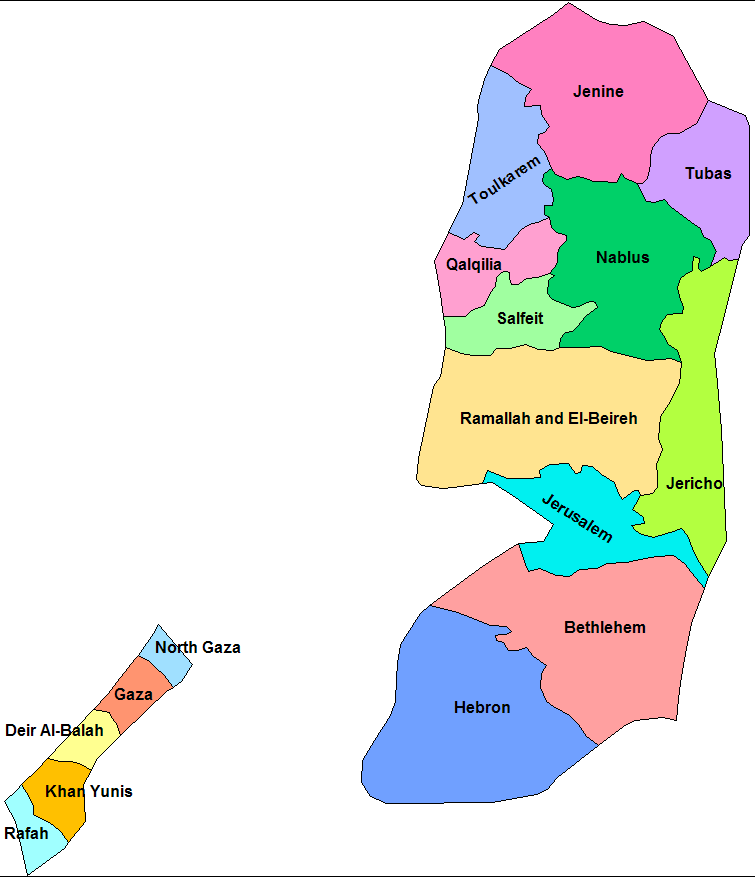
Gouvernementen van de Palestijnse Autoriteit

De gouvernementen van de Palestijnse Autoriteit zijn de 16 bestuurlijke afdelingen van Palestina, waarvan 11 gouvernementen zich op de Westelijke Jordaanoever bevinden en 5 in de Gazastrook.
In 1967 bezette Israël de Palestijnse gebieden. Na de ondertekening van de Oslo-akkoorden in 1993 werden de 16 gouvernementen (Arabisch: muḩāfaz̧at) gevormd onder het gezag van de Palestijnse Nationale Autoriteit (PA) en in 1995 (Oslo II) opgedeeld in drie gebieden, gebied A (3%), gebied B (27%) en gebied C 70%). De macht van de PA werd hiermee beperkt in vele van deze gouvernementen doordat Israël ze onder militaire controle houdt: alleen in het A-gebied is de PA verantwoordelijk voor zowel civiele zaken als veiligheidszaken, in het B-gebied alleen voor civiele zaken, en het C-gebied staat civiel en militair volledig onder Israëlisch bestuur waaronder de sinds 1967 illegaal gestichte Israëlische nederzettingen. In de Oslo-akkoorden was binnen 5 jaar een onafhankelijke Palestijnse staat in het vooruitzicht gesteld op basis van de VN-resoluties 242 (1967) en 338 (1973). Israël zou zich op grond van de Oslo-Akkoorden langzamerhand uit die gebieden terugtrekken, maar heeft sinds die tijd alleen maar Palestijns gebied geconfisqueerd, geannexeerd en nederzettingen gebouwd, wat in strijd is met internationaal recht, internationale verdragen en Resoluties van de VN.

## Westelijke Jordaanoever
| Gouvernement        | Aantal inwoners (2007) |
| ------------------- | ---------------------- |
| Jenin               | 256.619                |
| Tubas               | 50.261                 |
| Tulkarm             | 157.988                |
| Nablus              | 320.830                |
| Qalqilya            | 91.217                 |
| Salfit              | 59.570                 |
| Ramallah & Al-Bireh | 279.730                |
| Jericho             | 42.320                 |
| Jeruzalem           | 363.649                |
| Bethlehem           | 176.235                |
| Hebron              | 552.164                |
| Totaal              | 2.350.583              |

## Gazastrook
| Gouvernement  | Aantal inwoners (2007) |
| ------------- | ---------------------- |
| Noord-Gaza    | 270.494                |
| Gaza          | 496.691                |
| Deir el-Balah | 205.414                |
| Khan Yunis    | 270.828                |
| Rafah         | 173.539                |
| Totaal        | 1.416.966              |